# Melbourne Beach
Melbourne Beach è una città degli Stati Uniti d'America, situata in Florida, nella Contea di Brevard.